# بيت البتول (حبيش)

تعديل مصدري - تعديل

بيت البتول هي إحدى قرى عزلة بني معين بمديرية حبيش التابعة لمحافظة إب، بلغ تعداد سكانها 809 نسمة حسب تعداد اليمن لعام 2004.